# سويسريون
سويسريون (بالألمانيَّة: die Schweizer؛ بالفرنسيَّة: les Suisses؛ بالإيطالية: gli Svizzeri؛ بالرومانشية: ils Svizzers) هم مواطنو سويسرا أو الأشخاص من أصول سويسرية.
ارتفع عدد المواطنين السويسريين من 1.7 مليون في عام 1815 إلى 7 ملايين في عام 2016. ويحمل أكثر من 1.5 مليون مواطن سويسري جنسية متعددة. ويعيش حوالي 11% من المواطنين في الخارج (0.8 مليون، منهم 0.6 مليون يحملون جنسية متعددة). ويعيش حوالي 60% من أولئك الذين يعيشون في الخارج يقيمون في الاتحاد الأوروبي (0.46 مليون). هناك مجموعات سكانيَّة أكبر من أحفاد السويسريين والمواطنين خارج أوروبا في الولايات المتحدة وكندا.
على الرغم من أن دولة سويسرا الحديثة نشأت في عام 1848، وهي فترة القومية الرومانسية، فهي ليست دولة قومية، ولا يعتبر السويسريين عادةً مجموعة عرقية واحدة، حيث تضم سويسرا أربع مناطق رئيسية لغوية وثقافية وعرقية: الألمانية، الفرنسية، الإيطالية والرومانشية، وعلى الرغم من أن الغالبية تتحدث الألمانية، إلا أنها لا تشكل أمة في معنى هوية عرقية أو لغوية مشتركة لكن بينهم شعور قوي بالانتماء إلى البلد الذي تأسس على خلفية تاريخية مشتركة وقيم مشتركة (فدرالية وديمقراطية مباشرة). ويعتنق أغلب السويسريين المسيحية (على مذهب الرومانية الكاثوليكية والبروتستانتية على حد سواء).